# Ulrike von der Groeben

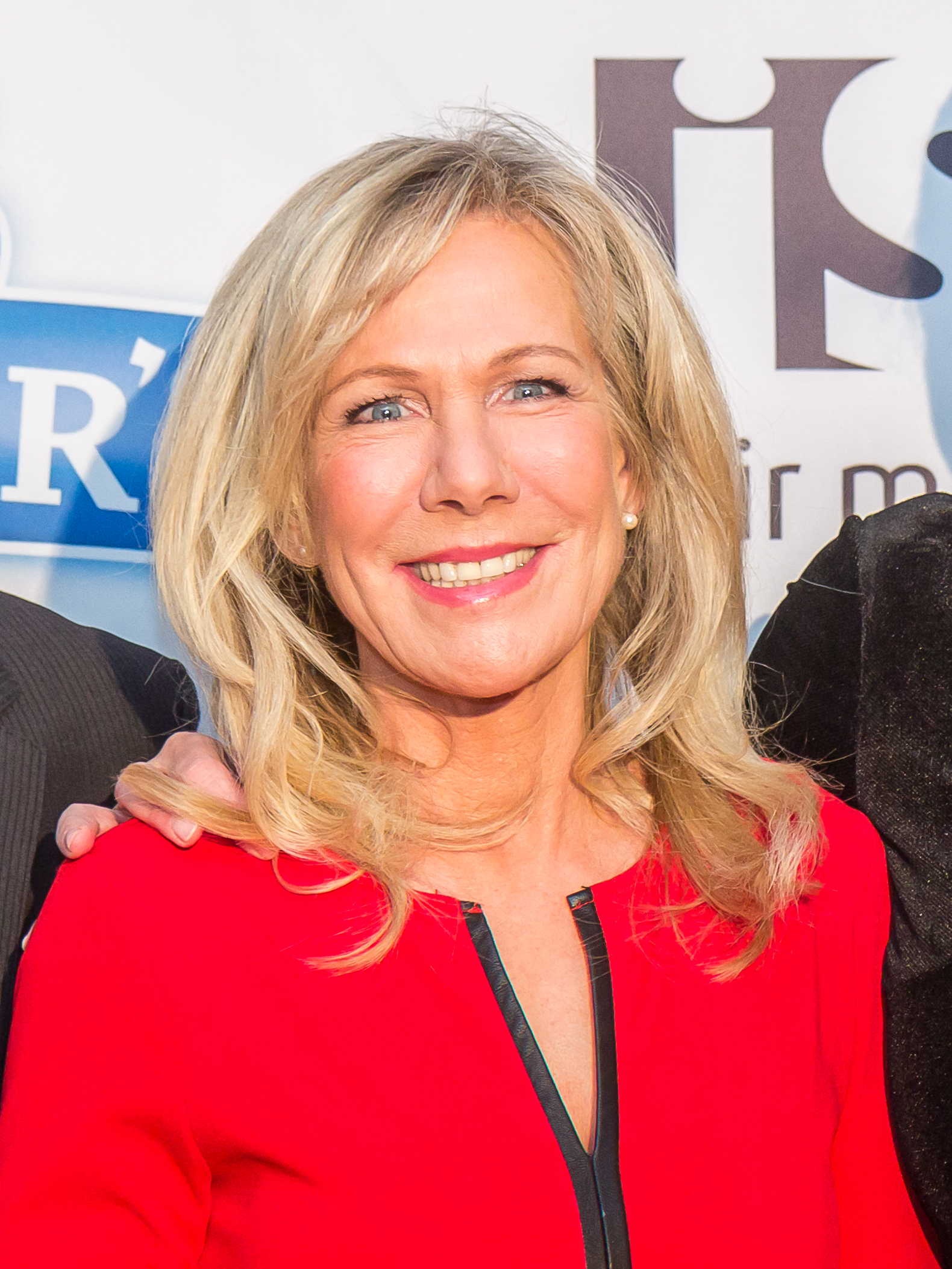
Ulrike von der Groeben in Köln (2017)

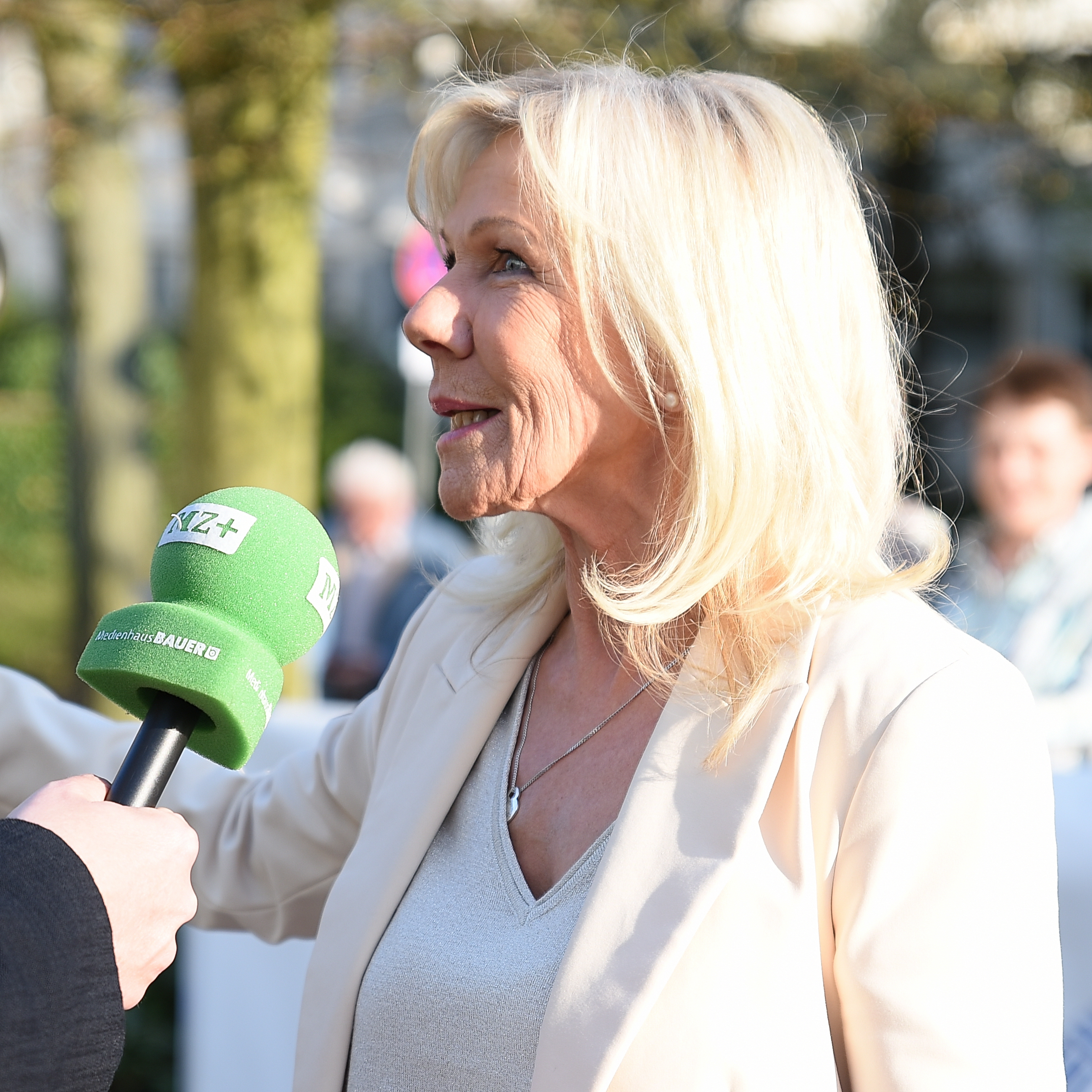
Ulrike von der Groeben, 2025

Ulrike Gräfin von der Groeben (* 25. März 1957 in Mönchengladbach; Geburtsname Ulrike Elfes) ist eine deutsche Fernsehmoderatorin und Redakteurin. Sie war von 1989 bis 2024 Moderatorin bei RTL aktuell.

## Leben
Nach ihrem Abitur 1975 an der Bischöflichen Marienschule in Mönchengladbach studierte sie Germanistik und Geschichte. Dem folgte von 1985 bis 1986 ein Volontariat beim RTL-Hörfunk in Luxemburg. Von 1987 bis 1989 war sie Redakteurin beim RTL-plus-Frühmagazin Guten Morgen Deutschland und Moderatorin des Sportshop. Ab Januar 1989 war sie Redakteurin und Moderatorin bei RTL aktuell. Zwischenzeitlich war sie auch in den Sendungen Der große Deutsch-Test und Der große Intelligenz-Test zu sehen. Am 23. August 2024 moderierte sie ihre letzte RTL-aktuell-Sendung.
2006 engagierte sie sich als Botschafterin für die Fußball-Weltmeisterschaft 2006 der Menschen mit geistiger Behinderung in Deutschland. 2007 war sie Ehrenamtspatin für den Kölner Ehrenamtstag, bei dem gesellschaftliches Engagement ausgezeichnet wird. 2010 war sie Patin des Deutschen Kinderpreises von World Vision Deutschland.

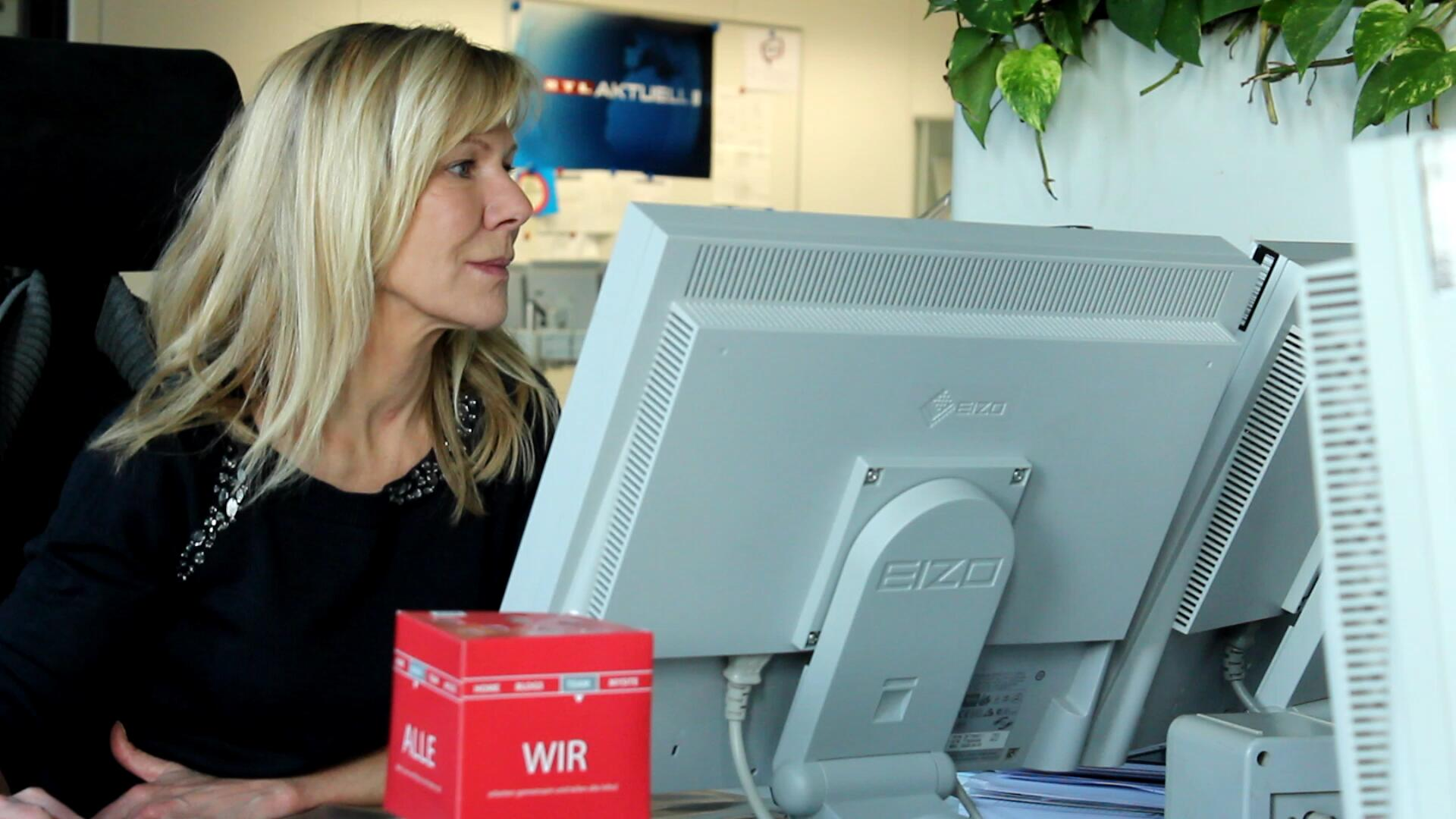
Ulrike von der Groeben bei der Arbeit in der RTL-aktuell-Redaktion (2014)

2020 nahm sie an der 13. Staffel von Let’s Dance teil: Ihr zugeordneter Tanzpartner war Valentin Lusin; sie schieden in der 6. Liveshow aus. Im September 2023 wirkte sie bei der Reality-Spielshow Die Verräter – Vertraue Niemandem! auf RTL mit.

## Familie
Von der Groeben lebt in Köln und ist seit 1991 mit dem ehemaligen Judoka und jetzigen Sportkommentator Alexander von der Groeben verheiratet. Ihre gemeinsamen Kinder Maximilian und Carolin sind beide Schauspieler sowie Synchron- und Hörspielsprecher.

## Filmografie
- Die Anrheiner, WDR, Gastrolle

## Bücher
- Ulrike von der Groeben mit Anna Butterbrod: Freiheit beginnt jetzt! 1. Auflage. ZS Verlag, München 2025, ISBN 978-3-96584-513-8.